# ロバート島
ロバート島(ロバートとう、Robert Island)は、長さ13km、幅8kmのサウス・シェトランド諸島にある島である。ネルソン島とグリニッジ島の間に位置する。面積は132km2である。命名は少なくとも1821年に遡るが、現在では国際的に確立されている。ミッチェル島(Mitchells Island)、ポロツク島(Polotsk Island)等とも呼ばれる。